# Witold Świadek
Witold Świadek (ur. 21 stycznia 1949 w Piekarach Śląskich, zm. 15 maja 1990 w Abu Dhabi, ZEA) – polski pilot samolotowy, mistrz świata w lataniu rajdowym, pięciokrotny mistrz Polski. 

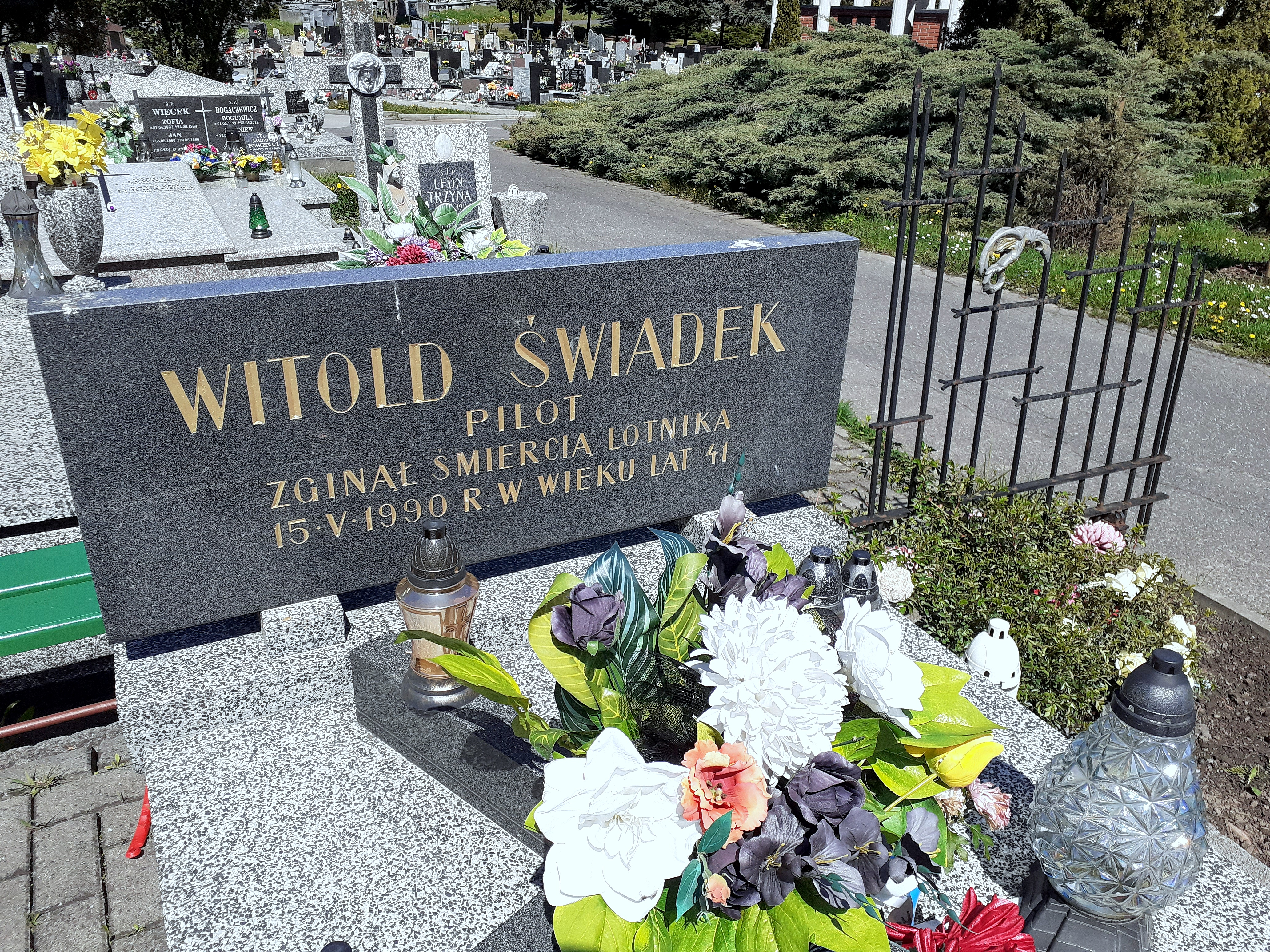
Nagrobek Witolda Świadka

## Życiorys
Był pilotem Aeroklubu Rzeszowskiego. W rajdowych samolotowych mistrzostwach świata zdobył złoty medal indywidualnie (razem z Andrzejem Korzeniowskim) w 1980, dwukrotnie drużynowo (1980, 1986), srebrny medal indywidualnie 1978, 1984, drużynowo w 1984, brązowy medal indywidualnie 1986. W mistrzostwach Europy zdobył złoty medal drużynowo w 1984, srebrny medal drużynowo w 1982, brązowy medal indywidualnie w 1984. Zdobywał tytuł mistrza Polski w latach 1972-1984. Otrzymał tytuł „Zasłużony Mistrz Sportu”. Był zwycięzcą plebiscytu na najpopularniejszego sportowca Polski południowo-wschodniej, organizowanego przez dziennik „Nowiny”, za rok 1978, 1984.
W lipcu 1986 wyróżniony wpisem do „Księgi zasłużonych dla województwa rzeszowskiego”.
Był zawodowym pilotem, pracownikiem WSK Rzeszów. 
Zginął 15 maja 1990 w Abu Dhabi w katastrofie lotniczej (w wypadku zginęły także trzy inne osoby, dwaj Polacy nawigator Sławomir Dziemidowicz, operator Jerzy Winiarski oraz obywatel ZEA). Pilotowany przez niego samolot Piper Navajo, należący do Przedsiębiorstwa Geodezji i Eksportu „Geokart” w czasie lotu służbowego samolotu tuż po starcie z lotniska spadł na ziemię.
Został pochowany na cmentarzu Wilkowyja w Rzeszowie.